# Ferenczy László (csendőrtiszt)
Ferenczy László (Felsővisó, 1898. március 9. – Budapest, 1946. május 31.) magyar csendőrtiszt, a második világháború idején a magyarországi zsidók deportálásában szerepet játszó csendőrség állományának tagja és 1944 március végétől a német biztonsági rendőrség (SD) összekötője.

## Élete
Az első világháborúban katonaként a fronton szolgált, 1920 után került át a csendőrség állományába. 1940 és 1942 között Kassán szolgált nyomozóként, ahol többek között számos – a határon átszökni akaró – zsidót fogtak el, akiket aztán átadatott a németeknek. Magyarország német megszállása után Faragho Gábor, a csendőrség felügyelője, kinevezte az Adolf Eichmann és a magyar rendvédelmi szervek közötti kapcsolattartás összekötőjévé. A vidéki zsidóság deportálását személyesen irányította, igyekezett sokszor még a mentesítetteket is a transzportokba kényszeríteni.
Nehezményezte, hogy a Magyar Királyi Honvédség a gettókba is kézbesített munkaszolgálatos behívókat, ezzel sok üldözöttet az utolsó percben mentve meg a deportálástól. A deportálások végrehajtása után, paradox módon kapcsolatot keresett a Zsidó Tanács vezetőivel, a „zsidóság nagy barátjának” akarta magát feltüntetni. A nyilas hatalomátvétel után aktív részese volt az akkori hatalomnak. A háború végén nyugatra menekült, ahol amerikai fogságba esett, és ők adták ki a magyar hatóságoknak. 1946-ban Budapesten halálra ítélték és kivégezték.